# Ꚑ
Ꚑ, ꚑ (произнася се Тс) е буква от кирилицата, част от старата абхазка азбука. Обозначава беззвучната изтласкваща венечно-небна преградно-проходна съгласна /t͡ɕʼʷ/, като към въпросния съгласен звук има и допълнителна лабиализация (оустняване), отбелязано с диакритическия знак /ʷ/.
Тя е лигатура от буквите Т и С. Въведена е от Пьотър Услар през 1862 година, когато излиза неговата монография „Абхазский язык“, като представлява заемка от грузинската азбука. Предсталвява модификация на буквата Цили წ, на която е добавена допълнителна чертица. През 1887 година при препечатването на монографията на Услар типографът М. Завадский я изхвърля, като създава лигатура от кирилските Т и С.В настоящата абхазка азбука е изхвърлена от употреба, тъй като звукът /t͡ɕʼʷ/ присъства само в бзибския диалект на абхазкия език. В съвременните абхазки тесктове се предава чрез Ҵ’.